# کامس، سویا
کامس شهری است که در استان سبیا، اندلس، اسپانیا واقع شده‌است. براساس سرشماری سال ۲۰۰۶ (موسسه ملی آمار اسپانیا)، این شهر ۲۵٫۷۰۶ نفر جمعیت دارد. 

## افراد قابل توجه
- سرخیو راموس، فوتبالیست حرفه ای[۱]
- رافائل ناز فلورنسیو، مورخ، فیلسوف و منتقد[۲]